# Winthemia fasciculata
Winthemia fasciculata là một loài ruồi trong họ Tachinidae.